# Bahnhof Löhne (Westfalen)
Der Bahnhof Löhne (Westfalen) – kurz Löhne (Westf) – ist der Bahnhof der Stadt Löhne im nordöstlichen Nordrhein-Westfalen. Er liegt an der Bahnstrecke Hamm–Minden, die ein Teil der von der Köln-Mindener Eisenbahn-Gesellschaft (CME) gebauten Stammstrecke von Köln-Deutz nach Minden ist. 
In Löhne zweigen die Bahnstrecke über Osnabrück nach Rheine (Teil der Hannoverschen Westbahn nach Emden) und die Bahnstrecke über Hameln nach Elze (und weiter nach Hildesheim) ab, infolgedessen war der Bahnhof als Umsteige- und Rangierbahnhof für lange Zeit ein wichtiger Eisenbahnknoten Nordwestdeutschlands.

## Geschichte
Bis Mitte des 20. Jahrhunderts war der Bahnhof ein Knotenpunkt im Personen-, vor allem aber im Güterverkehr Nordwestdeutschlands. Hier trafen die Strecken der Köln-Mindener Eisenbahn-Gesellschaft (eröffnet 1847), Königlich Hannöverschen Staatseisenbahnen (eröffnet 1855) und Hannover-Altenbekener Eisenbahn-Gesellschaft (Löhne–Hildesheim–Vienenburg, eröffnet 1875) aufeinander.
Über viele Jahre lang kreuzten hier Fernzüge von Berlin über Hannover und Köln nach Paris und von Amsterdam über Osnabrück und Hildesheim nach Mitteldeutschland. Die weitläufigen Bahnanlagen wurden mit zahlreichen Tunneln und Überführungen so gebaut, dass eine kreuzungsfreie Querung der beiden Hauptstrecken möglich war. Auch heute ist eine unabhängige Bedienung der Bahnstrecke Hamm–Minden sowie der Bahnstrecke Elze–Löhne und der Bahnstrecke Löhne–Rheine möglich. Diese Möglichkeit nutzen einzelne Fahrten der Weser-Bahn nach Bünde und erinnern damit an die ehemals wichtige Hauptverbindung.
Der ehemalige Rangierbahnhof ist abgebrochen worden, eine Verwendung des verlassenen Geländes jedoch noch nicht gefunden, so dass sich hier den Fahrgästen eine Schotterlandschaft darbietet. Die Lage des Geländes wird für eine Nutzung im Allgemeinen als schwierig angesehen, da es zwischen den Bahnstrecken nach Bielefeld und Osnabrück liegt und somit schwer zugänglich ist. Im Mai 2017 beschloss der Planungsausschuss der Stadt Löhne einstimmig eine Bewerbung um die Teilnahme am Flächenpool NRW, um zu ermitteln, welche Entwicklungschancen die Brachfläche für Gewerbeansiedlungen oder weitere Nutzungsmöglichkeiten bietet. Hierbei handelt es sich um ein Projekt der Bahnflächenentwicklungsgesellschaft NRW.
Seine ehemalige Bedeutung hat der Bahnhof heute verloren und ist nur noch ein Regionalbahnhof der Kategorie 4.

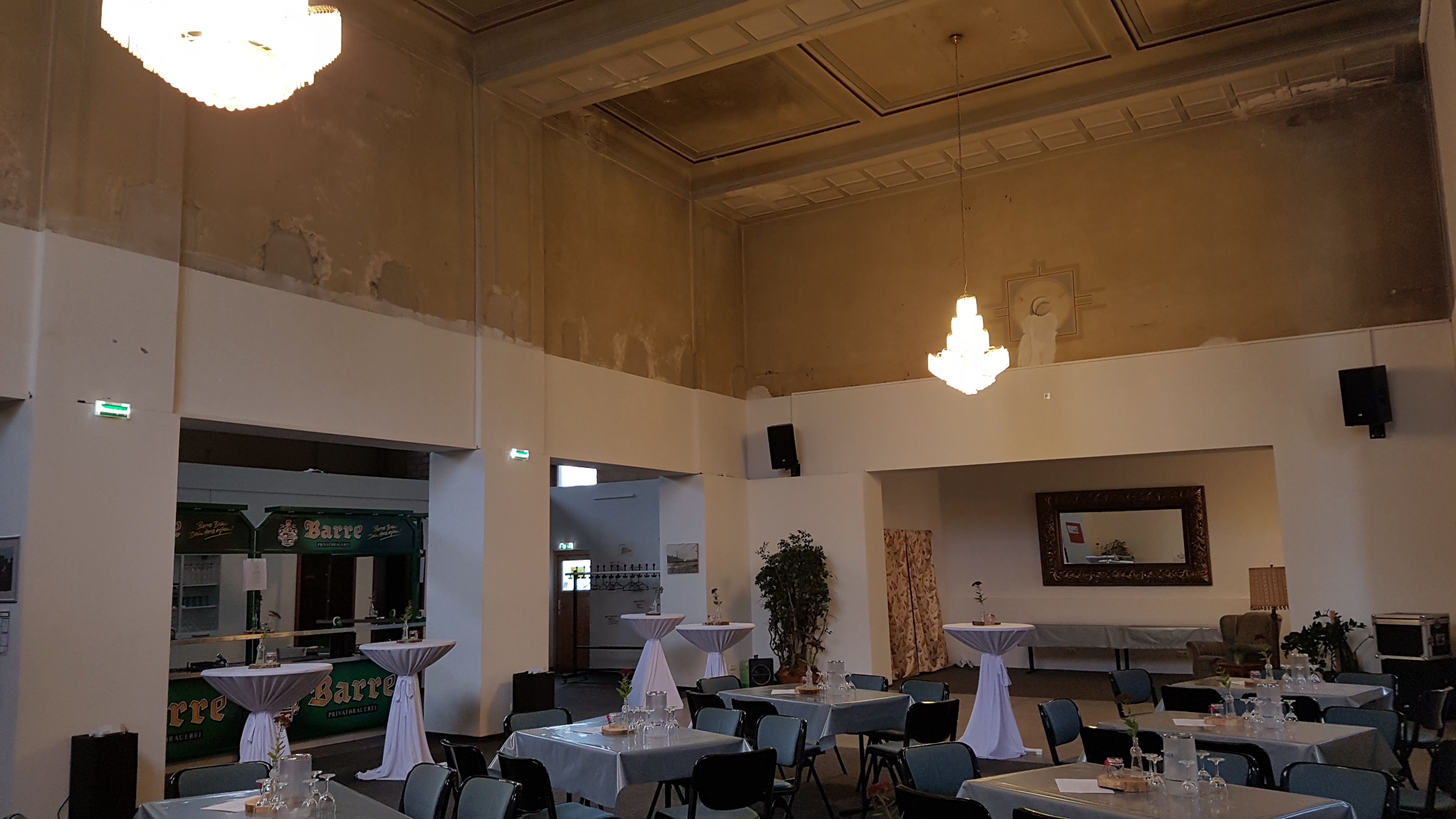
Veranstaltungsraum Alter Wartesaal im Bahnhof Löhne

Das Bahnhofsgebäude mit einer Außenfront aus unverputztem Backstein wurde 2013 in private Hand verkauft. Die Besitzer setzen sich mit dem neu gegründeten Verein „Löhne umsteigen – Der Bahnhof e. V.“ für ein nachhaltiges Nutzungskonzept des Bahnhofsgebäudes ein. Nach der Wiedereröffnung der sanitären Anlagen im Bahnhof fanden bereits Veranstaltungen im alten Wartesaal der 1. Klasse statt. Weiter plante der Verein die Gründung einer Genossenschaft und den Einzug von Geschäften in die Bahnhofshalle, wie etwa eine Bäckerei und einen Buchladen.
Über das Förderprogramm Dritte Orte des Ministeriums für Kultur und Wissenschaft des Landes Nordrhein-Westfalen kamen Eigentümer und Verein ins Gespräch mit der Stadt Löhne, die neue Räumlichkeiten für die Stadtbibliothek suchte. Momentan plant die Stadt als neue Eigentümerin des Bahnhofsgebäudes den Umzug der Bücherei in die Räume des Alten Wartesaals und der Eingangshalle, um einen Treffpunkt für Kommunikation und Miteinander zu schaffen.

## Bedienung
Im Schienenpersonennahverkehr verkehren folgende Regional-Express- und Regionalbahn-Linien:
| Linie      | Linienverlauf | Takt    | Betreiber         |
| ---------- | --- | ------- | ----------------- |
| RE 6 (RRX) | Rhein-Weser-Express: Köln/Bonn Flughafen – Köln Hbf – Dormagen – Neuss Hbf – Düsseldorf-Bilk – Düsseldorf Hbf – Düsseldorf Flughafen – Duisburg Hbf – Mülheim (Ruhr) Hbf – Essen Hbf – Wattenscheid – Bochum Hbf – Dortmund Hbf – Kamen – Hamm (Westf) Hbf – Heessen – Ahlen (Westf) – Beckum-Neubeckum – Oelde – Rheda-Wiedenbrück – Gütersloh Hbf – Bielefeld Hbf – Herford – Löhne (Westf) – Bad Oeynhausen – Porta Westfalica – Minden (Westf) Stand: Fahrplanwechsel Dezember 2023 | 60 min  | National Express  |
| RE 60      | Ems-Leine-Express: Rheine – Hörstel – Ibbenbüren-Esch – Ibbenbüren – Ibbenbüren-Laggenbeck – Osnabrück Altstadt – Osnabrück Hbf – Melle – Bünde (Westf) – Kirchlengern – Löhne (Westf) – Bad Oeynhausen – Porta Westfalica – Minden (Westf) – Bückeburg – Stadthagen – Haste (Han) – Wunstorf – Hannover Hbf – Lehrte – Hämelerwald – Vöhrum – Peine – Vechelde – Braunschweig Hbf Stand: Fahrplanwechsel Dezember 2021                                                                 | 120 min | WestfalenBahn     |
| RE 62      | Ems-Werre-Express: Rheine – Ibbenbüren – Osnabrück Altstadt – Osnabrück Hbf – Melle – Bünde (Westf) – Kirchlengern – Löhne (Westf) Stand: Fahrplanwechsel Dezember 2023 | 120 min | DB Regio          |
| RE 70      | Weser-Leine-Express: Bielefeld Hbf – Herford – Löhne (Westf) – Bad Oeynhausen – Porta Westfalica – Minden (West) – Bückeburg – (Kirchhorsten –)* Stadthagen – (Lindhorst (Schaumb-Lippe) –)* Haste – Wunstorf – Hannover Hbf – Lehrte – Hämelerwald – Vöhrum – Peine – Vechelde – Braunschweig Hbf * nur einzelne Züge im Berufsverkehr Stand: Fahrplanwechsel Dezember 2021 | 120 min | WestfalenBahn     |
| RB 77      | Weser-Bahn: Herford – Löhne (Westf) – Bad Oeynhausen Süd – Vlotho – Rinteln – Hessisch Oldendorf – Hameln – Coppenbrügge – Marienau (Coppenbrügge) – Osterwald – Elze (Han) – Nordstemmen – Emmerke – Hildesheim Hbf In Hildesheim Durchbindung einiger Züge als RB 79 bis Bodenburg Stand: 3. Februar 2025 | 60 min  | Start Deutschland |
| RE 78      | Porta-Express: Nienburg (Weser) – Leese-Stolzenau – Petershagen-Lahde – Minden (Westf) – Porta Westfalica – Bad Oeynhausen – Löhne (Westf) – Herford – Bielefeld Hbf Stand: Fahrplanwechsel Dezember 2023 | 120 min | Eurobahn          |

Für den gesamten öffentlichen Personennahverkehr gilt der regionale Westfalentarif (über den Verkehrsverbund OWL) und der NRW-Tarif. In den Regionalzügen nach Niedersachsen gilt auch das Niedersachsen-Ticket.

## Bahnsteiggleise
| Gleis | Länge in m | Höhe in cm | Nutzung im Fahrplanjahr 2023/2024                                               |
| ----- | ---------- | ---------- | ------------------------------------------------------------------------------- |
| 8     | 320        | 55         | Zughalt bei Baustellen, Umleitungen und Gleiswechseln                           |
| 9     | 320        | 55         | Züge in Richtung Rheine (RE 60)                                                 |
| 10    | 385        | 55         | Züge in Richtung Herford (RB 77)                                                |
| 11    | 402        | 55         | Züge in Richtung Köln/Bonn Flughafen (RE 6) und Bielefeld (RE 70 und RE 78)     |
| 12    | 420        | 55         | Züge in Richtung Minden (RE 6), Braunschweig (RE 70) und Nienburg/Weser (RE 78) |
| 13    | 420        | 55         | Züge in Richtung Braunschweig (RE 60) und Hildesheim (RB 77)                    |

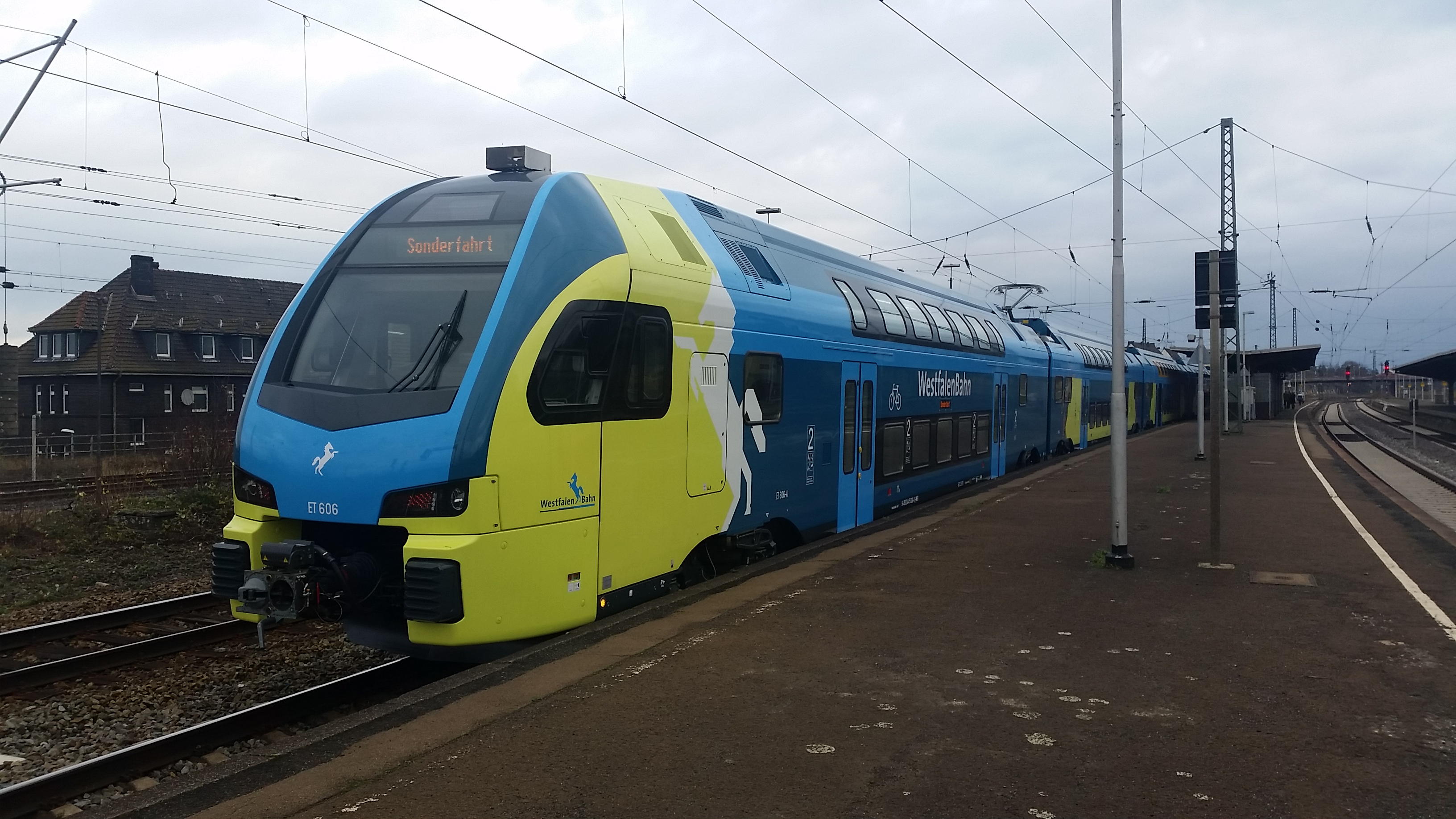
Triebzug der WestfalenBahn im Bahnhof Löhne (Westf) im Dezember 2015

Im Süden gibt es einen ehemaligen Bahnsteig mit den Gleisen 14 und 15, der heute nicht mehr zugänglich ist und über keine durchgehenden Gleise mehr verfügt.

## Buslinien in Löhne
| Liniennummer | Linienweg                                                               | Betreiber                 | Hinweis         |
| ------------ | ----------------------------------------------------------------------- | ------------------------- | --------------- |
| 425          | Remarque-Platz/Bahnhof – Löhne-Ort – Hiddenhausen-Schweicheln – Herford | Ostwestfalen-Lippe-Bus    |                 |
| 430          | Remarque-Platz/Bahnhof – Gohfeld – Bad Oeynhausen                       | WeserWerreBus             |                 |
| 431          | Remarque-Platz/Bahnhof – Ulenburg – Mennighüffen – Halstern             | WeserWerreBus             | Anrufbus        |
| 432          | Remarque-Platz/Bahnhof – Löhne-Ort                                      | WeserWerreBus             |                 |
| 435          | Herford – Wittel – Vlotho-Exter                                         | WeserWerreBus             | Anrufbus        |
| 437          | Remarque-Platz/Bahnhof – Ostscheid – Besebruch – Gohfeld                | WeserWerreBus             |                 |
| 438          | Remarque-Platz/Bahnhof – Löhne-Bahnhof – Wittel – Gohfeld               | WeserWerreBus             |                 |
| 439          | Bischofshagen – Wittel – Gohfeld                                        | WeserWerreBus             | Schulbusverkehr |
| 462          | Remarque-Platz/Bahnhof – Obernbeck – Kirchlengern                       | Omnibusbetrieb Stoffregen |                 |
| 615          | Remarque-Platz/Bahnhof – Mennighüffen – Hüllhorst                       | MKB-Mühlenkreisbus        |                 |

## Bahnbetriebswerk
Westlich des Güterbahnhofs gab es ein Bahnbetriebswerk. Es wurde 1984 aufgelöst. Der ehemalige Ringlokschuppen ist teilweise noch vorhanden.

## Serviceeinrichtungen im Bahnhof

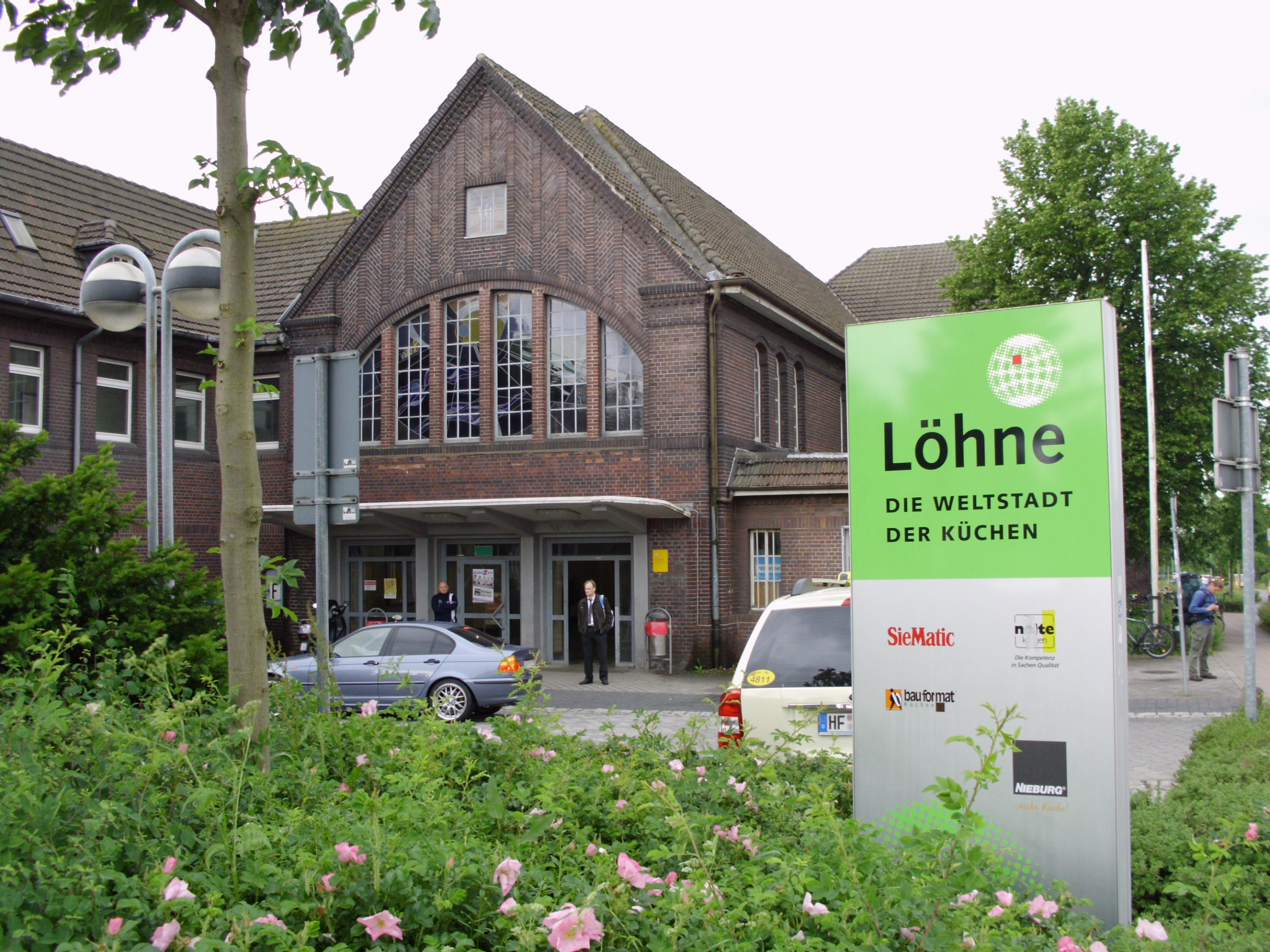
Haupteingang des Bahnhofs Löhne (Westf)

Der Bahnhof verfügt über eine private Fahrkartenagentur, einen Kiosk, der von einem Taxi-Unternehmen betrieben wird und eine Ortsstelle des Bahn-Sozialwerks. Außerdem wurde im Jahre 2011 auf der Südseite des Bahnhofs ein neuer P+R-Parkplatz eröffnet. Hierfür wurde das seit Jahren leerstehende Gebäude der Bahnpost abgerissen. Westlich des Bahnhofsgebäudes an der Bünder Straße wurden ebenfalls zwei neue Parkflächen errichtet.
Zukünftig gibt es die Planung, im alten Gepäcktunnel des Bahnhofs eine Radstation mit 200 Stellplätzen für Fahrräder und E-Bikes und einer integrierten Fahrradwerkstatt zu errichten.

## Kunstwerke

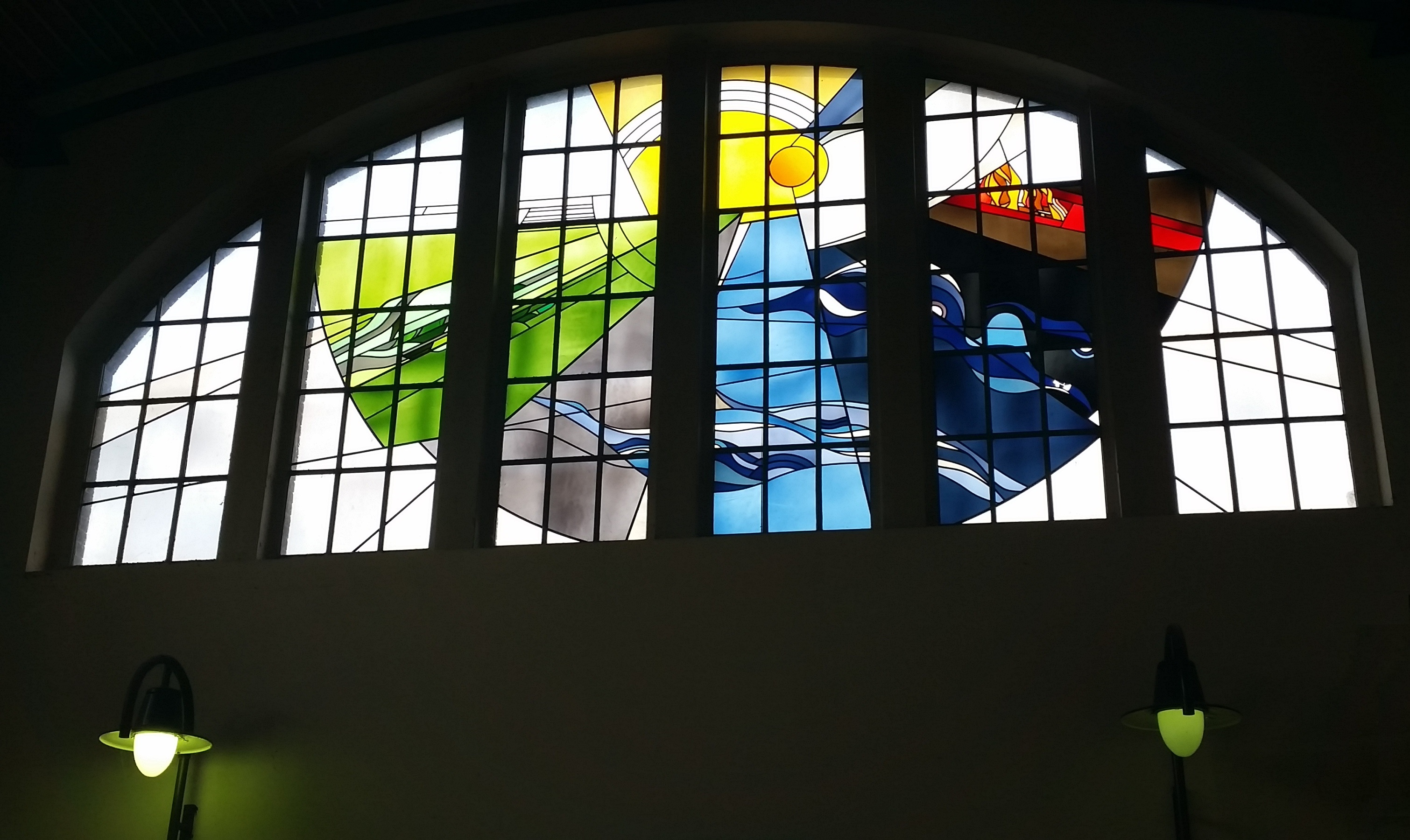
Horst Bohatschek: „Vier Elemente“

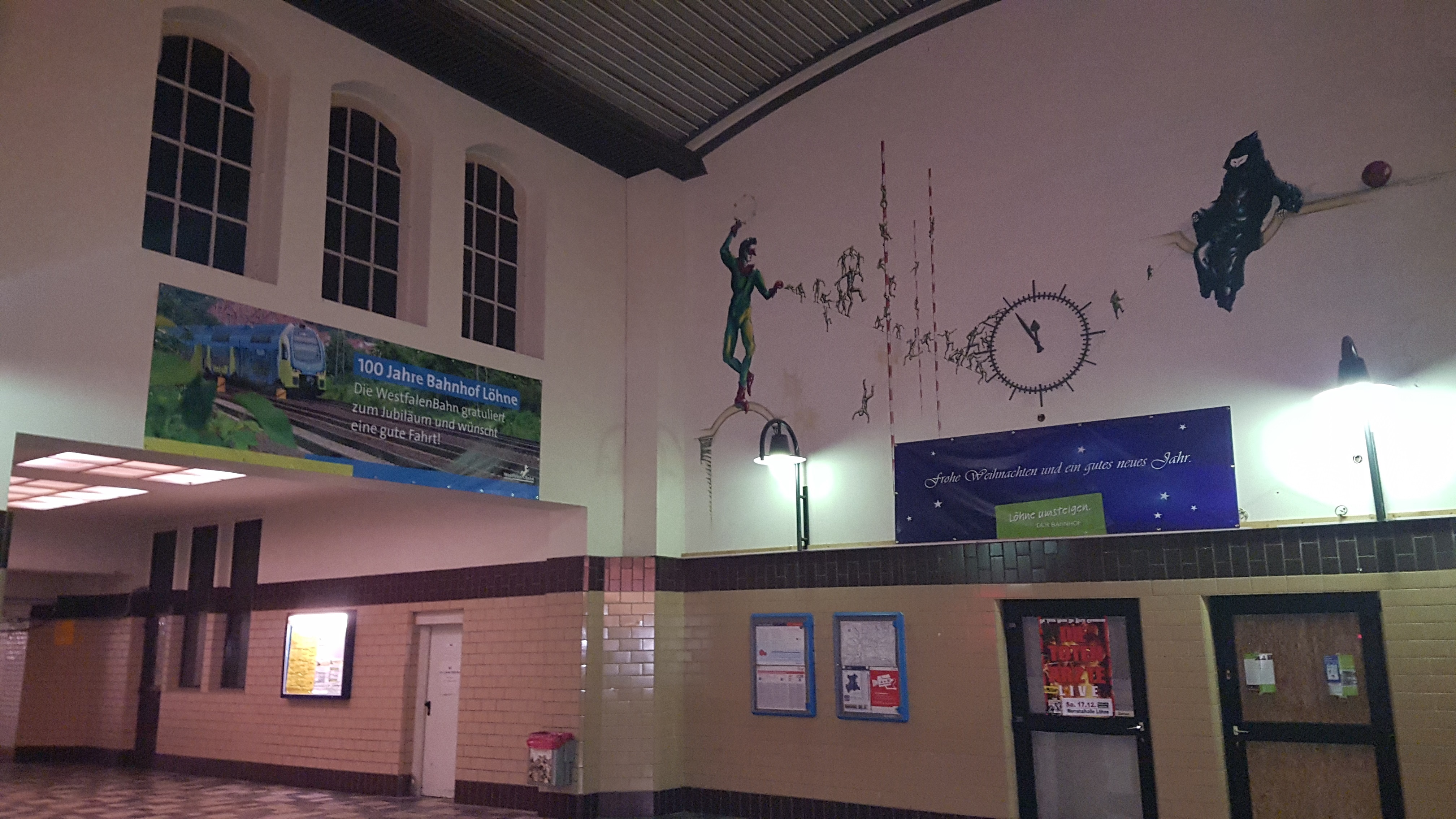
Heinrich Vollmer: „Sekundentakt“

Die Bleiverglasung der Fenster oberhalb des Haupteinganges stammt vom Künstler Horst Bohatschek und trägt den Titel „Vier Elemente“. Eingeweiht wurde die Auftragsarbeit am 26. April 1991 nach einer Renovierung der Wartehalle. Die Wandmalerei „Sekundentakt“ rund um die Bahnhofsuhr wurde vom Maler Heinrich Vollmer gestaltet.

## Sonstiges
Literarische Bedeutung erlangte der Bahnhof in Erich Maria Remarques Werk „Im Westen nichts Neues“: Beim Drill in der Kaserne zur Vorbereitung auf den Einsatz im Ersten Weltkrieg müssen die Soldaten auf das Kommando „Löhne umsteigen“ unter ihren Betten entlang kriechen. Dies mag eine Anspielung auf den über 100 m langen Personentunnel unter den Löhner Bahnsteigen sein.
Der Bahnhofsvorplatz mit dem zentralen Busbahnhof heißt seit der Neugestaltung in den 1990er Jahren wegen des literarischen Bezugs Erich-Maria-Remarque-Platz.